# نيواش
نيواش هي قرية في مقاطعة سردشت، إيران. يقدر عدد سكانها بـ 274 نسمة بحسب إحصاء 2016.